# Isoperla obscura
Isoperla obscura és una espècie d'insecte plecòpter pertanyent a la família dels perlòdids.

## Descripció
- Les ales anteriors del mascle adult fan 7,7-9,6 mm de llargària i les de la femella entre 9 i 12,8.[6]
- L'ou és ovalat i la seua mida varia entre 252-268 x 167-177 micròmetres en els exemplars de Mongòlia fins a 276-289 x 194-202 en dels de Noruega.[7]

## Hàbitat
En el seu estadi immadur és aquàtic i viu a l'aigua dolça, mentre que com a adult és terrestre i volador.

## Distribució geogràfica
Es troba a Europa (Àustria, els estats bàltics, Bèlgica, Bulgària, Txèquia, Eslovàquia, Finlàndia, França, Alemanya, Gran Bretanya, Hongria, Itàlia, els Països Baixos, Noruega, Polònia, Romania, Suècia, Suïssa i Rússia -el massís de l'Altai, les muntanyes Sayan, el krai de Zabaikàlie, l'óblast de l'Amur, el krai de Khabàrovsk, el krai de Primórie i l'óblast de Magadan-) i Mongòlia, incloent-hi la conca del riu Selengà.